# 加利納鎮區 (印第安納州拉波特縣)
加利納鎮區（英語：Galena Township）是位於美國印第安納州拉波特縣的一個行政鎮區。

## 地方資料
根據2010年美國人口普查的數據，加利納鎮區的面積為70.40平方千米，當中陸地面積為69.70平方千米，而水域面積為0.70平方千米。當地共有人口1899人，而人口密度為每平方千米26.97人。